# Be Yours
Be Yours is een lied van de Nederlandse indiepopband The Indien. Het werd in 2023 als single uitgebracht.

## Achtergrond
Be Yours is geschreven door Rianne Walther, Kas Lambers en Remy de Boer en geproduceerd door The Indien en Thijs van der Klugt. Het is een lied uit het genre indiepop. Be Yours speelt zich af in de wachtkamer van een relatie. Je vraagt je af welke richting je uit wilt gaan. Het nummer beschrijft de onzekere periode en wanhoop van een relatie waar geen label op is geplakt. Voor zangeres Rianne Walther is het een persoonlijk liedje waarvan de tekst recht uit haar hart komt.

## Hitnoteringen
Het nummer wist de Nederlandse hitlijsten niet te behalen. Op NPO Radio 2 werd het nummer tot TopSong uitgeroepen.